# Ya dom

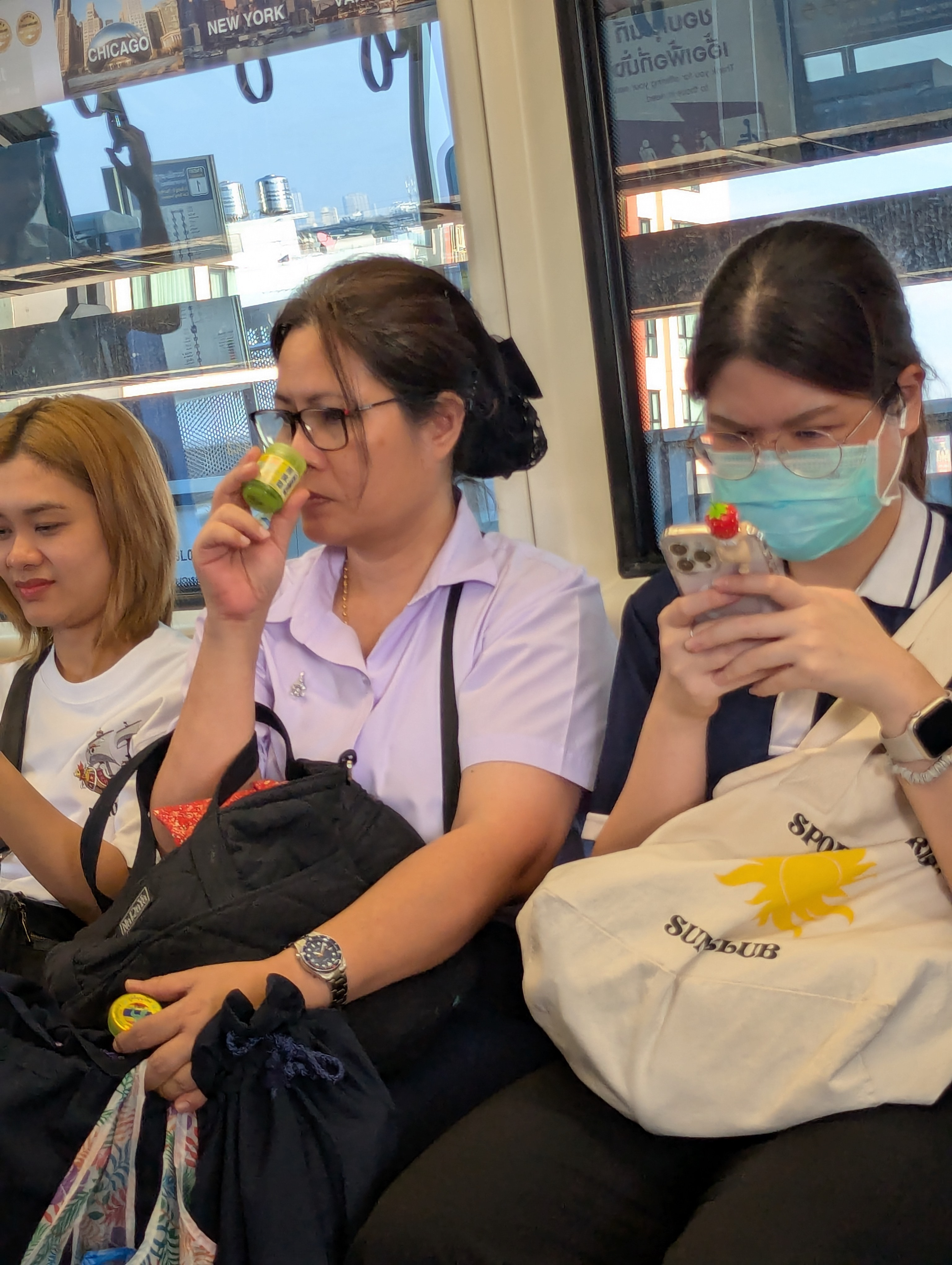
Mujer inhalando ya dom en el metro de Bangkok

Ya dom (ยาดม, «medicina respirada» en tailandés) son inhaladores basados en la medicina tradicional de Tailandia. Además de sus propiedades de herbolaria tradicional, son un objeto popular y usual en las personas de ese país.

## Descripción
Los ya dom son objetos de distintos tamaños que incluyen hojas secas y aceites de hierbas principalmente mentol, alcanfor y borneol, mismos que son insertados en frascos de diversos tamaños con el fin de ser llevados a cualquier lugar y ser inhalados.  Los usos más comunes de los inhaladores son combatir dolores de cabeza, mareos, resfriados, estrés, aliviar el dolor por piquetes de mosquitos y mantenerse alerta. Según el Ministerio de Salud de Tailandia, los inhaladores en ese país son principalmente para tres usos:
- Inhalador para mareos
- Inhalador para mareos y congestión nasal
- Inhalador para la congestión nasal

## Historia
Si bien el uso de herbolaria es de tipo ancestral, el uso de inhaladores se hizo popular en el siglo XIX durante el reinado de Rama II. Las marcas más populares en Tailandia son Hong Thai, Poy Sian (la más antigua, creada en 1936) Kung Premma, Kongplu y el llamado Jarungjit, un pequeño frasco de metal con diseño tradicional que tiene olor a canela y especias. La marca Poy Sian comenzó en el barrio chino de Bangkok fundada por una familia china teochew que emigró a Taliandia y fundó una tienda de herbolaria.
Con el ingreso de la medicina alópata y occidental a Tailandia en el siglo XX, el uso de inhaladores cayó en popularidad, en la época actual el uso de componentes medicinales y la preocupación sobre el uso excesivo de medicamentos como los antibióticos, las personas eligen usar remedios menos intrusivos. Asimismo se ha convertido en un suvenir popular de turistas que viajan a Tailandia. En las personas más jóvenes se ha hecho popular al ser usados los ya dom por artistas como la rapera Lisa.